# Дементьев, Олег Иванович
Олег Иванович Дементьев (30 апреля 1938, Свердловск — 15 ноября 1991, Калининград) — советский шахматист, мастер спорта СССР (1965). Заслуженный тренер Армении.

## Биография
Участник чемпионатов СССР по шахматам.
В 1967—1978 годах был тренером спортивного клуба ДКБФ, потом тренером ДСО «Буревестник», Калининградский государственный университет, его воспитанниками были известные калининградские шахматисты: Александр Малевинский, Владимир Гусев, Евгений Рябченок, Константин Агапов, гроссмейстер Алла Гринфельд.
В 1978 году работал в Республиканской школе высшего спортивного мастерства массовых видов в Ереване. Среди его учеников гроссмейстеры Р. Ваганян, А. Петросян, С. Мовсесян, чемпион мира среди юношей 1989 г. Владимир Акопян.
С 1991 года в Калининграде проводятся турниры памяти Олега Ивановича Дементьева.

## Спортивные достижения
| Год  | Город | Турнир              | + | − | =  | Результат | Место |
| ---- | ----- | ------------------- | - | - | -- | --------- | ----- |
| 1970 | Рига  | 38-й чемпионат СССР | 5 | 5 | 11 | 10½ из 21 | 10—12 |